# Leipziger Lerche
Leipziger Lerche er en type kage fra Leipzig, hvis navn stammer fra en type sangfugle, der tidligere blev spist i byen som en delikatesse. Kagen har form som en tærte, og den blev opfandet efter man forbød fuglefangst i byen i 1876. Det er en variation af en macaroon-tærte, som består af en sprød dej med marcipan og syltetøj indeni.
| Mad og drikke | Spire Denne artikel om mad og drikke er en spire som bør udbygges. Du er velkommen til at hjælpe Wikipedia ved at udvide den. |